# 2015 KV190
2015 KV190 est un objet transneptunien de la famille des objets épars encore mal connu.